# Bandits des Bois
Bandits des Bois en France, est une mini-série télévisée drama historique basée sur le roman De Bende van Jan de Lichte (La Bande de Jan de Lichte) de Louis Paul Boon développée par Christophe Dirickx et Benjamin Sprengers pour Netflix sur la vie du bandit de grand chemin flamand Jan de Lichte. La série en dix épisodes est sortie le 2 janvier 2020.

## Synopsis
La série suit la vie du chef hors-la-loi, durant la guerre de Succession d'Autriche, Jan de Lichte, exécuté à Alost en 1748.

## Distribution
- Matteo Simoni[3] : Jan de Lichte
- Tom Van Dyck :  le bailli Jean-Philippe Baru
- Anne-Laure Vandeputte (nl) : Anne-Marie Mestdagh
- Jeroen Perceval : De Schele
- Stef Aerts : Francis Tincke
- Charlotte Timmers : Héloïse Embo
- Dirk Roofthooft (nl) : le bourgmestre Jean-Joseph Coffijn
- Ruth Beeckmans : Judoca
- Anemone Valcke : De Schoen
- Tibo Vandenborre : De Spanjol
- Rik Verheye (nl) : Nicolai van Gelderhode
- Bruno Vanden Broecke (nl) : Benoit Van Gelderhode
- Inge Paulussen : Magda de Wispelaere
- Mark Verstraete : Ijzeren Simon dit Simon Brise-Fer
- Peter Gorissen : Pycke
- Peter De Graef (nl) : Michel Embo
- Iwein Segers (nl) : Vagenende
- Rik Willems : Meyvis
- Manou Kersting (nl) : Sproetje
- Michael Vergauwen (nl) : Urkens le Vieux
- Patricia Goemaere (nl) : Madame Van Gelderhode
- Mathijs Scheepers (nl) : Goorissen
- Arnaud Lorent : Le Houck
- Greet Verstraete (nl) : Minna
- Sofie De Brée : Marieke
- Ludo Hoogmartens (nl) : Le notaire Woeste
- Tom Vermeir (nl) : Poelier
- Annabelle Vanhecke : Isabelle
- Bart Hollanders (nl) : Stanislas

## Fiche technique
- Titre original : De Bende van Jan de Lichte
- Titre français : Bandits des Bois
- Réalisation : Christophe Dirickx
- Scénario : d'après De bende van Jan de Lichte de Louis Paul Boon
- Direction artistique :
- Décors :
- Costumes :
- Photographie :
- Son :
- Montage :
- Musique :
- Production : Dirk Impens
- Société(s) de production :
- Société(s) de distribution :
- Budget :
- Pays de production :  Belgique
- Langue originale : flamand
- Format : couleur
- Genre : Drama historique
- Durée : 1 saison de 10 épisodes
- Date de sortie : 2 janvier 2020